# Joachim Levy
Joachim Levy (* 1976 in Genf) ist ein Schweizer Filmregisseur, Drehbuchautor und Fotograf.

## Leben
Joachim Levy studierte an der New York Film Academy, am Brooklyn College sowie an der University of California, Los Angeles und begann dann 1999 seine Filmkarriere zunächst als Produktionsassistent unter Gill Holland bei Cineblast Productions in New York.
Von 2001 bis 2007 arbeitete er mit Thierry Guetta an Life Remote Control, dem oscarnominierten Dokumentarfilm Exit Through the Gift Shop über den Streetart-Künstler Banksy.
2007 arbeitete Levy als Vizepräsident der Produktionsfirma Six Point Films mit dem zweifachen Oscarpreisträger Branko Lustig. Außerdem arbeitete er als Filmregisseur und Drehbuchautor mit dem Produzenten und Emmy Award Gewinner Steve Natt in Los Angeles an der Dokumentation Buell The Documentary.
2012 entwickelte der die Serie The Bank, eine Comedy-Drama Serie über Fussball und Glamour, die u. a. besetzt ist mit Paz Vega, Rasha Bukvic, Gary Dourdan, Philippe Reinhardt.